# Сервач (река)
Сервач (блр. Сэрвач; рус. Сервач) белоруска је река и лева притока реке Вилије (део басена реке Њемен и Балтичког мора).
Река Сервач свој ток почиње као отока језера Сервач (дуж његове југозападне обале) на подручју Докшичкг рејона Витепске области, и након 85 km тока улива се у вештачко Вилејско језеро (језеро саграђено на реци Вилији) на подручју Вилејског рејона Минске области (тече још и преко територије Мјадзељског рејона). 
Површина сливног подручја Сервача је 1.105 km², просечан проток у зони ушћа је око 7,6 m³/s, док је просечан пад свега 0,2 метра по километру тока. Под ледом је од средине децембра до краја марта. 
Речна долина у горњем и делимично средњем делу тока није јасно изражена, док је у нижим деловима трапезоидалног облика са ширинама углавном између 1,5 и 2,5 km (местимично се сужава до 600 метара). Приобална равница у горњем делу тока је доста замочварена и прекривена тресетом, док је у остатку тога нешто издигнутија и песковитија. Ток карактерише изражено меандрирање. Ширина корита се креће од 2—5 м у горњем, 15—25 м у средњем и до 40 м у доњем делу тока. Обале у горњем делу тока су јако зарасле барском вегетацијом. 